# 来古冰川
来古冰川为一组冰川的统称，位于西藏昌都地区八宿县然乌镇境内，紧邻然乌湖，来古冰川包括美西、亚隆、若骄、东嘎、雄加和牛马冰川，該冰川群中亚隆冰川最为壮观。“亚隆冰川”长12公里，从岗日嘎布山海拔6606米的主峰延伸至海拔4千米的岗日嘎布湖；氣候上，地处印度洋季风向青藏高原输送冷空气的主要通道，降水充分，有利于冰川的发育，屬于海洋性冰川。

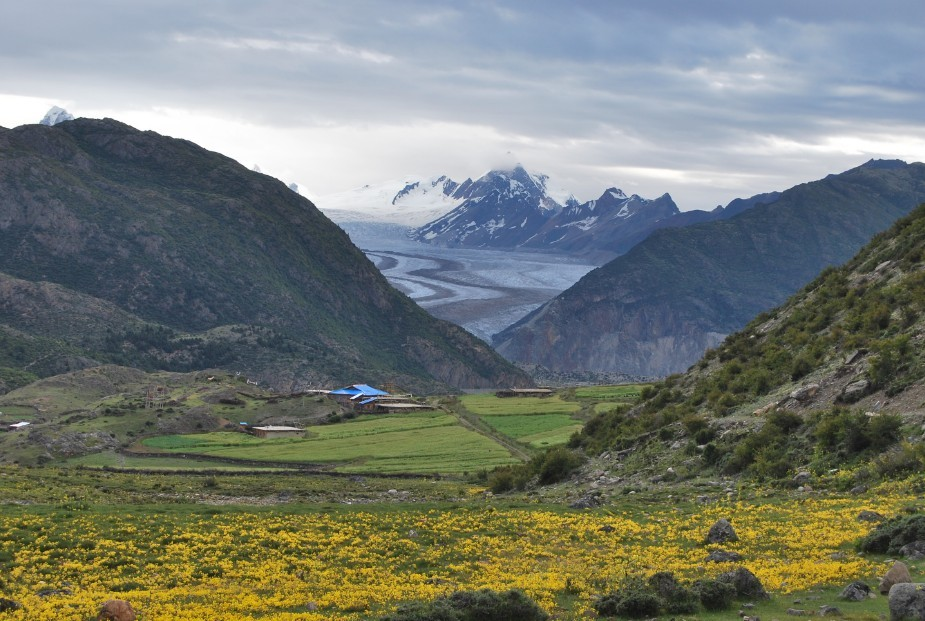
来古冰川群之雅隆冰川

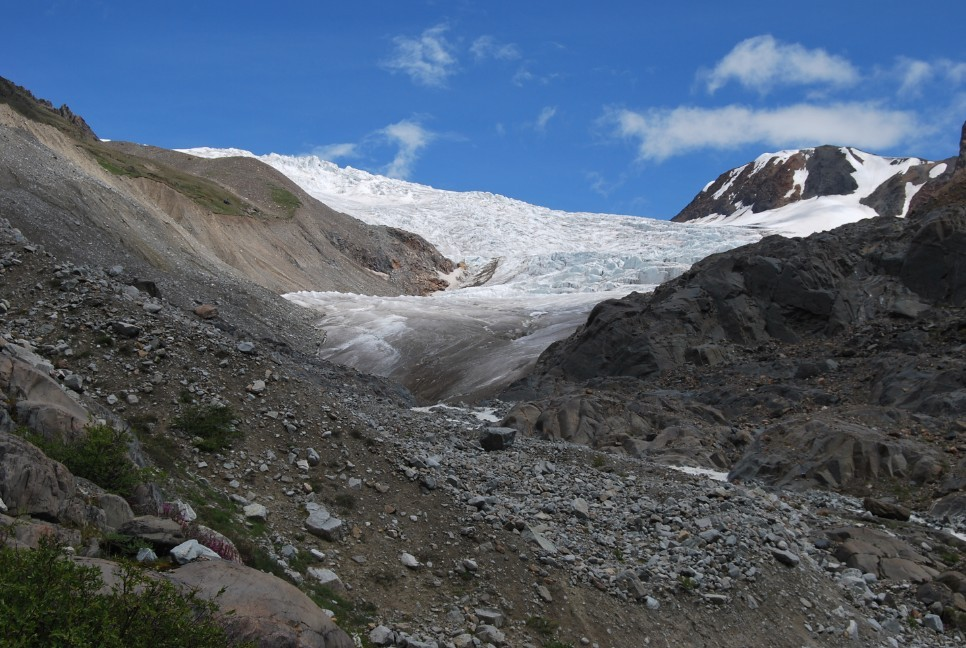
来古冰川群之东嘎冰川